# Wirtschaftsfilm
Die Gattung Wirtschaftsfilm umfasst alle Filme, deren Inhalt und Zweck hauptsächlich betriebswirtschaftlicher, wirtschaftspolitischer oder sozialpolitischer Natur ist. Sie sind in der Regel deutlich kürzer als Spielfilme und ihnen fehlt die erzählerisch-unterhaltende Grundabsicht des Spielfilms, auch wenn sie Narration und Unterhaltung als Mittel einsetzen können.
Ursprünglich wurde der Wirtschaftsfilm als Industriefilm bezeichnet, da es sich nur größere Unternehmen finanziell erlauben konnten, Filme für ihre wirtschaftlichen Interessen produzieren zu lassen, und zur Entstehungszeit dieses Begriffs waren große Unternehmen ausschließlich Industrieunternehmen. Heutzutage können Filme von allen möglichen Sparten in Auftrag gegeben werden. Beispiele umfassen auch Arztpraxen, Versicherungsagenturen, Kosmetikstudios usw.

## Intention
Die Intention einer Wirtschaftsfilm-Produktion ist es unter anderem, ein Verständnis für technische oder wirtschaftliche Vorgänge zu wecken.
Aus der thematischen Sichtweise ergeben sich verschiedene Untergattungen des Wirtschaftsfilms wie beispielsweise der Imagefilm und das Business TV. Im Zeitalter der visuellen Kommunikation entwickelt sich mit dem Gebrauchsfilm eine Unterform des Wirtschaftsfilms zu einer eigenständigen Gattung. Häufig trifft man auch auf den Begriff Corporate Media.

## Kategorien
Wirtschaftsfilme lassen sich nach Inhalt und Intention unterscheiden. In einer groben Einteilung gibt es sieben Arten von Wirtschaftsfilmen:
- Wirtschaftsfilme für eine breite Öffentlichkeit mit wirtschaftlichen, technischen oder sozialen Themen
- Vorstellung einzelner industrieller Erzeugnisse
- Filme, die das Image des betreffenden Unternehmens in den Vordergrund stellen, sogenannte Imagefilme
- Informationen über bestimmte Erzeugnisse oder Produktionsprozesse für ein Fachpublikum
- Informationen über die Anwendung von wissenschaftlichen Erkenntnissen in der Industrie
- Filme für und über Personalangelegenheiten im Unternehmen
- Wirtschaftsfilme über unfallverhütende Maßnahmen, soziale Angelegenheiten etc.